# Neotomoxia
Neotomoxia is een geslacht van kevers uit de familie spartelkevers (Mordellidae).
Het geslacht is voor het eerst wetenschappelijk beschreven in 1950 door Ermisch.

## Soorten
Het geslacht omvat de volgende soorten:
- Neotomoxia castaneroides Ermisch, 1950
- Neotomoxia curticornis Ermisch, 1967
- Neotomoxia curvitibialis Ermisch, 1967
- Neotomoxia robusta (Pic, 1931)